# یازدهمین دوره جشنواره بین‌المللی فیلم زردآلوی طلایی ایروان
یازدهمین دوره جشنواره بین‌المللی فیلم زردآلوی طلایی ایروان (انگلیسی: 11th Yerevan Golden Apricot International Film Festival) از تا ژوئیه ۲۰۱۴ در ایروان، ارمنستان برگزار شد.

## برندگان
| رده                                                                            | جایزه                                                                          | فیلم                                                                           | کارگردان                         | کشور                            |
| ------------------------------------------------------------------------------ | ------------------------------------------------------------------------------ | ------------------------------------------------------------------------------ | -------------------------------- | ------------------------------- |
| رقابت فیلم بین‌الملل                                                            | زردآلوی طلایی برای بهترین فیلم سینمایی                                         | قبیله (فیلم ۲۰۱۴)                                                              | میروسلاو اسلابوشپیتسکی           | اوکراین                         |
| رقابت فیلم بین‌الملل                                                            | جایزه ویژه زردآلوی نقره‌ای برای بهترین فیلم سینمایی                             | Blind Dates                                                                    | Levan Koguashvili                | گرجستان, اوکراین                |
| رقابت مستند بین‌الملل                                                           | زردآلوی طلایی برای بهترین فیلم مستند                                           | The Stone River                                                                | Giovanni Donfrancesco            | ایتالیا, فرانسه                 |
| رقابت مستند بین‌الملل                                                           | [Domino Effect                                                                 | Elwira Niewiera, Piotr Rosołowski                                              | لهستان, آلمان                    |                                 |
| رقابت پانورامای سینمای ارمنستان                                                | زردآلوی طلایی                                                                  | Milky Brother                                                                  | Vahram Mkhitaryan                | ارمنستان لهستان                 |
| رقابت پانورامای سینمای ارمنستان                                                | زردآلوی طلایی                                                                  | Tevanik                                                                        | Jivan Avetisyan                  | ارمنستان, لیتوانی               |
| رقابت پانورامای سینمای ارمنستان                                                | زردآلوی نقره‌ای                                                                 | Romaticists                                                                    | Shoghik Tedevosyan, Areg Azatyan | ارمنستان                        |
| رقابت پانورامای سینمای ارمنستان                                                | دیپلم هیئت داوران                                                              | Please Be Normal                                                               | Haik Kocharian                   | ایالات متحده آمریکا             |
| Apricot Stone                                                                  | زردآلوی طلایی                                                                  | Though I Know the River Is Dry                                                 | Omar Robert Hamilton             | دولت فلسطین, مصر, قطر, بریتانیا |
| Apricot Stone                                                                  | جایزه ویژه هیئت داوران                                                         | Red Hulk                                                                       | Assimina Proedrou                | یونان                           |
| Parajanov's Thaler – For outstanding artistic contribution into world cinema   | Parajanov's Thaler – For outstanding artistic contribution into world cinema   | Parajanov's Thaler – For outstanding artistic contribution into world cinema   | جیا ژانکو                        | چین                             |
| Parajanov's Thaler – For outstanding artistic contribution into world cinema   | Parajanov's Thaler – For outstanding artistic contribution into world cinema   | Parajanov's Thaler – For outstanding artistic contribution into world cinema   | کیم کی-دوک                       | کره جنوبی                       |
| Parajanov's Thaler – For outstanding artistic contribution into world cinema   | Parajanov's Thaler – For outstanding artistic contribution into world cinema   | Parajanov's Thaler – For outstanding artistic contribution into world cinema   | عاموس گیتای                      | اسرائیل                         |
| Parajanov's Thaler – For outstanding artistic contribution into world cinema   | Parajanov's Thaler – For outstanding artistic contribution into world cinema   | Parajanov's Thaler – For outstanding artistic contribution into world cinema   | اوتار یوسلیانی                   | گرجستان,                        |
| Parajanov's Thaler – For outstanding contribution into world festival movement | Parajanov's Thaler – For outstanding contribution into world festival movement | Parajanov's Thaler – For outstanding contribution into world festival movement | Marco Müller                     | ایتالیا                         |
| Special Prize Master                                                           | Special Prize Master                                                           | Special Prize Master                                                           | کریستیان برگر                    | اتریش                           |
| جایزه کلیسای حواری ارمنی - "Let There Be Light"                                | جایزه کلیسای حواری ارمنی - "Let There Be Light"                                | جایزه کلیسای حواری ارمنی - "Let There Be Light"                                | کشیشتف زانوسی                    | لهستان                          |
| FIPRESCI Jury Award                                                            | FIPRESCI Jury Award                                                            | قبیله (فیلم ۲۰۱۴)                                                              | میروسلاو اسلابوشپیتسکی           | اوکراین                         |
| EcumenicalL Jury Award                                                         | EcumenicalL Jury Award                                                         | The Abode                                                                      | Lusine Sargsyan                  | ارمنستان                        |
| Special Commendation                                                           | Special Commendation                                                           | Blind Dates                                                                    | Levan Koguashvili                | گرجستان,                        |
| جایزه اتحادیه فیلمسازان ارمنستان                                               | جایزه اتحادیه فیلمسازان ارمنستان                                               | Andin: Armenian Journey Chronicles                                             | Ruben Giney                      | ارمنستان, چین, روسیه, هند       |
| جایزه اتحادیه فیلمسازان ارمنستان                                               | جایزه اتحادیه فیلمسازان ارمنستان                                               | Please Be Normal                                                               | Haik Kocharian                   | ایالات متحده آمریکا             |
| جایزه هراند ماتئوسیان برای بهترین فیلمنامه در پانارومای سینمای ارمنستان        | جایزه هراند ماتئوسیان برای بهترین فیلمنامه در پانارومای سینمای ارمنستان        | Milky Brother                                                                  | Vahram Mkhitaryan                | ارمنستان لهستان                 |
| Armen Mazmanian Special Award                                                  | Armen Mazmanian Special Award                                                  | Resurrection                                                                   | Alain Manoukyan                  | ارمنستان                        |